# Exallancyla tuberculicollis
Exallancyla tuberculicollis là một loài bọ cánh cứng trong họ Cerambycidae.